# American Le Mans Series at Long Beach 2011

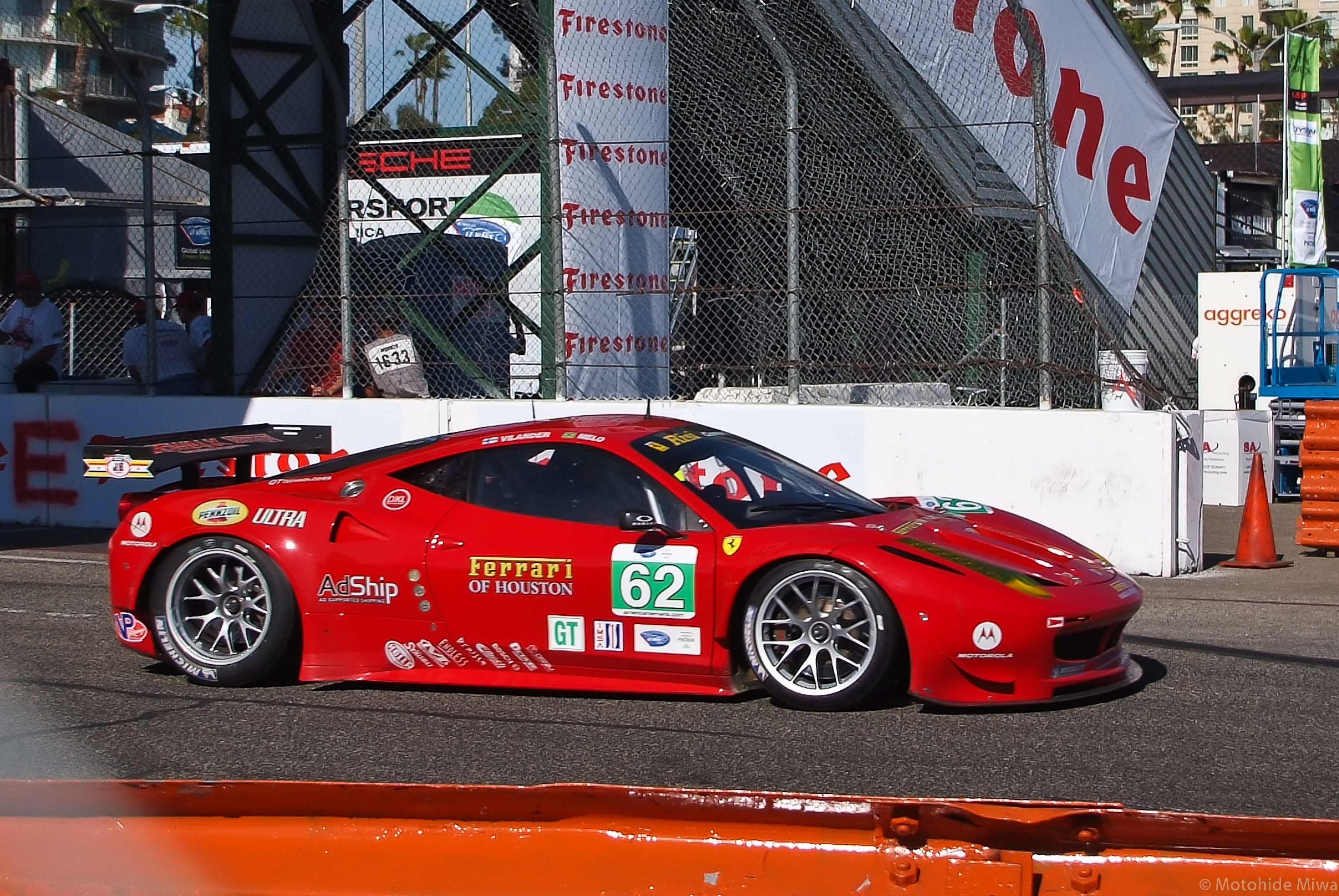
Ferrari n°62 du Risi Competizione

Navigation
Édition précédente Édition suivante
L'American Le Mans Series at Long Beach 2011 a été une course de voitures de sport organisée sur le circuit urbain de Long Beach en Californie, aux États-Unis, le 16 avril 2011 dans le cadre du Grand Prix de Long Beach. Il s'agissait de la deuxième manche du championnat American Le Mans Series 2011 et les catégories LMP1, LMP2, LMPC, GT et GTC y ont participé.

## Circuit

Circuit urbain de Long Beach

Le Grand Prix automobile de Long Beach 2011 se déroulent sur le Circuit urbain de Long Beach situé en Californie. Il s'agit d'un circuit automobile temporaire tracé dans les rues de la ville de Long Beach. Du fait de sa situation urbaine et en bord de mer, le circuit a été surnommé par les médias « Monaco of the West » (« Le Monaco de l'ouest »), en référence au célèbre circuit de Monaco.

## Qualifications
| Pos. | Classe | N°  | Équipe                                         | Pilote                | Temps        | Grille |
| ---- | ------ | --- | ---------------------------------------------- | --------------------- | ------------ | ------ |
| 1    | LMP1   | 16  | Dyson Racing Team                              | Guy Smith             | 1:14.001     | 1      |
| 2    | LMP1   | 6   | Muscle Milk Pickett Racing Aston Martin Racing | Klaus Graf            | 1:14.453     | 2      |
| 3    | LMPC   | 06  | CORE Autosport                                 | Gunnar Jeannette      | 1:17.736     | 3      |
| 4    | LMPC   | 89  | Intersport Racing (en)                         | Kyle Marcelli         | 1:18.124     | 4      |
| 5    | LMPC   | 52  | PR1/Mathiasen Motorsports                      | Alex Figge (en)       | 1:18.286     | 5      |
| 6    | LMPC   | 63  | Genoa Racing                                   | Elton Julian          | 1:18.690     | 6      |
| 7    | GT     | 56  | BMW Team RLL                                   | Joey Hand             | 1:19.090     | 7      |
| 8    | GT     | 4   | Corvette Racing                                | Jan Magnussen         | 1:19.137     | 8      |
| 9    | GT     | 55  | BMW Team RLL                                   | Bill Auberlen         | 1:19.447     | 9      |
| 10   | GT     | 45  | Flying Lizard Motorsports                      | Patrick Long          | 1:19.463     | 10     |
| 11   | GT     | 17  | Team Falken Tire (en)                          | Wolf Henzler          | 1:20.065     | 11     |
| 12   | GT     | 01  | Extreme Speed Motorsports                      | Johannes van Overbeek | 1:20.167     | 12     |
| 13   | GT     | 02  | Extreme Speed Motorsports                      | Guy Cosmo             | 1:20.176     | 13     |
| 14   | GT     | 48  | Paul Miller Racing                             | Sascha Maassen        | 1:20.646     | 14     |
| 15   | GT     | 3   | Corvette Racing                                | Tommy Milner          | 1:20.724     | 15     |
| 16   | GT     | 99  | Jaguar RSR                                     | Bruno Junqueira       | 1:20.924     | 16     |
| 17   | LMPC   | 05  | CORE Autosport                                 | Frankie Montecalvo    | 1:21.387     | 17     |
| 18   | GT     | 98  | Jaguar RSR                                     | Paul Gentilozzi       | 1:22.244     | 18     |
| 19   | GTC    | 54  | Black Swan Racing                              | Jeroen Bleekemolen    | 1:23.179     | 19     |
| 20   | GTC    | 23  | Alex Job Racing                                | Leh Keen              | 1:23.853     | 20     |
| 21   | GT     | 08  | West Yokohama Racing                           | Dominik Schwager (en) | 1:23.906     | 21     |
| 22   | GTC    | 66  | TRG                                            | Spencer Pumpelly      | 1:24.134     | 22     |
| 23   | GTC    | 77  | Magnus Racing                                  | Craig Stanton (en)    | 1:24.362     | 23     |
| 24   | GTC    | 32  | GMG Racing                                     | James Sofronas        | 1:24.651     | 24     |
| 25   | GTC    | 68  | TRG                                            | Dion von Moltke       | 1:24.878     | 25     |
| 26   | GT     | 44  | Flying Lizard Motorsports                      | Seth Neiman           | 1:25.543     | 26     |
| 27   | GTC    | 11  | JDX Racing                                     | Nick Ham              | 1:25.743     | 27     |
| 28   | GT     | 62  | Risi Competizione                              | Jaime Melo Jr.        | 1:48.071     | 28     |
| 29   | LMP2   | 33  | Level 5 Motorsports                            | Pas de temps          | Pas de temps | 29     |
| 30   | LMP2   | 055 | Level 5 Motorsports                            | Pas de temps          | Pas de temps | 30     |
| 31   | LMPC   | 18  | Performance Tech Motorsports                   | Pas de temps          | Pas de temps | 31     |

## Course
Voici le classement provisoire au terme de la course.

Les premiers de chaque catégorie sont signalés par un fond jauni.
| Pos    | Classe | no  | Équipe                          | Pilotes                                | Châssis                                 | Pneus | Tours |
| Pos    | Classe | no  | Équipe                          | Pilotes                                | Moteur                                  | Pneus | Tours |
| ------ | ------ | --- | ------------------------------- | -------------------------------------- | --------------------------------------- | ----- | ----- |
| 1      | LMP1   | 6   | Muscle Milk Aston Martin Racing | Lucas Luhr Klaus Graf                  | Lola-Aston Martin B08/62                | M     | 83    |
| 1      | LMP1   | 6   | Muscle Milk Aston Martin Racing | Lucas Luhr Klaus Graf                  | Aston Martin 6.0 L V12                  | M     | 83    |
| 2      | LMP1   | 16  | Dyson Racing Team               | Chris Dyson Guy Smith                  | Lola B09/86                             | D     | 83    |
| 2      | LMP1   | 16  | Dyson Racing Team               | Chris Dyson Guy Smith                  | Mazda MZR-R 2.0 L Turbo I4 (Isobutanol) | D     | 83    |
| 3      | LMPC   | 06  | CORE Autosport                  | Gunnar Jeannette Ricardo González      | Oreca FLM09                             | M     | 81    |
| 3      | LMPC   | 06  | CORE Autosport                  | Gunnar Jeannette Ricardo González      | Chevrolet LS3 6.2 L V8                  | M     | 81    |
| 4      | LMPC   | 89  | Intersport Racing (en)          | Kyle Marcelli Tomy Drissi              | Oreca FLM09                             | M     | 81    |
| 4      | LMPC   | 89  | Intersport Racing (en)          | Kyle Marcelli Tomy Drissi              | Chevrolet LS3 6.2 L V8                  | M     | 81    |
| 5      | GT     | 56  | BMW Team RLL                    | Dirk Müller Joey Hand                  | BMW M3 GT2                              | D     | 81    |
| 5      | GT     | 56  | BMW Team RLL                    | Dirk Müller Joey Hand                  | BMW 4.0 L V8                            | D     | 81    |
| 6      | GT     | 4   | Corvette Racing                 | Oliver Gavin Jan Magnussen             | Chevrolet Corvette C6.R                 | M     | 81    |
| 6      | GT     | 4   | Corvette Racing                 | Oliver Gavin Jan Magnussen             | Chevrolet 5.5 L V8                      | M     | 81    |
| 7      | GT     | 62  | Risi Competizione               | Jaime Melo Toni Vilander               | Ferrari 458 Italia GT2                  | M     | 81    |
| 7      | GT     | 62  | Risi Competizione               | Jaime Melo Toni Vilander               | Ferrari 4.5 L V8                        | M     | 81    |
| 8      | GT     | 17  | Team Falken Tire (en)           | Wolf Henzler Bryan Sellers             | Porsche 997 GT3-RSR                     | F     | 80    |
| 8      | GT     | 17  | Team Falken Tire (en)           | Wolf Henzler Bryan Sellers             | Porsche 4.0 L Flat-6                    | F     | 80    |
| 9      | LMPC   | 63  | Genoa Racing                    | Eric Lux Elton Julian                  | Oreca FLM09                             | M     | 80    |
| 9      | LMPC   | 63  | Genoa Racing                    | Eric Lux Elton Julian                  | Chevrolet LS3 6.2 L V8                  | M     | 80    |
| 10     | GT     | 3   | Corvette Racing                 | Olivier Beretta Tommy Milner           | Chevrolet Corvette C6.R                 | M     | 80    |
| 10     | GT     | 3   | Corvette Racing                 | Olivier Beretta Tommy Milner           | Chevrolet 5.5 L V8                      | M     | 80    |
| 11     | LMPC   | 05  | CORE Autosport                  | Jon Bennett Frankie Montecalvo         | Oreca FLM09                             | M     | 79    |
| 11     | LMPC   | 05  | CORE Autosport                  | Jon Bennett Frankie Montecalvo         | Chevrolet LS3 6.2 L V8                  | M     | 79    |
| 12     | GT     | 99  | JaguarRSR                       | Bruno Junqueira Cristiano da Matta     | Jaguar XKR GT                           | D     | 79    |
| 12     | GT     | 99  | JaguarRSR                       | Bruno Junqueira Cristiano da Matta     | Jaguar 5.0 L V8                         | D     | 79    |
| 13     | GT     | 55  | BMW Team RLL                    | Bill Auberlen Dirk Werner              | BMW M3 GT2                              | D     | 79    |
| 13     | GT     | 55  | BMW Team RLL                    | Bill Auberlen Dirk Werner              | BMW 4.0 L V8                            | D     | 79    |
| 14     | GT     | 44  | Flying Lizard Motorsports       | Darren Law Seth Neiman                 | Porsche 997 GT3-RSR                     | M     | 78    |
| 14     | GT     | 44  | Flying Lizard Motorsports       | Darren Law Seth Neiman                 | Porsche 4.0 L Flat-6                    | M     | 78    |
| 15     | GTC    | 54  | Black Swan Racing               | Tim Pappas Jeroen Bleekemolen          | Porsche 997 GT3 Cup                     | Y     | 77    |
| 15     | GTC    | 54  | Black Swan Racing               | Tim Pappas Jeroen Bleekemolen          | Porsche 4.0 L Flat-6                    | Y     | 77    |
| 16     | GT     | 02  | Extreme Speed Motorsports       | Ed Brown Guy Cosmo                     | Ferrari 458 Italia GT2                  | M     | 77    |
| 16     | GT     | 02  | Extreme Speed Motorsports       | Ed Brown Guy Cosmo                     | Ferrari 4.5 L V8                        | M     | 77    |
| 17     | GTC    | 23  | Alex Job Racing                 | Bill Sweedler Leh Keen                 | Porsche 997 GT3 Cup                     | Y     | 77    |
| 17     | GTC    | 23  | Alex Job Racing                 | Bill Sweedler Leh Keen                 | Porsche 4.0 L Flat-6                    | Y     | 77    |
| 18     | LMPC   | 52  | PR1/Mathiasen Motorsports       | Alex Figge (en) Miles Maroney          | Oreca FLM09                             | M     | 77    |
| 18     | LMPC   | 52  | PR1/Mathiasen Motorsports       | Alex Figge (en) Miles Maroney          | Chevrolet LS3 6.2 L V8                  | M     | 77    |
| 19     | GTC    | 77  | Magnus Racing                   | John Potter Craig Stanton (en)         | Porsche 997 GT3 Cup                     | Y     | 76    |
| 19     | GTC    | 77  | Magnus Racing                   | John Potter Craig Stanton (en)         | Porsche 4.0 L Flat-6                    | Y     | 76    |
| 20     | GT     | 08  | West Yokohama Racing            | Nicky Pastorelli Dominik Schwager (en) | Lamborghini Gallardo LP560 GT2          | Y     | 75    |
| 20     | GT     | 08  | West Yokohama Racing            | Nicky Pastorelli Dominik Schwager (en) | Lamborghini 5.2 L V10                   | Y     | 75    |
| 21     | GTC    | 11  | JDX Racing                      | Nick Ham Scott Blackett                | Porsche 997 GT3 Cup                     | Y     | 71    |
| 21     | GTC    | 11  | JDX Racing                      | Nick Ham Scott Blackett                | Porsche 4.0 L Flat-6                    | Y     | 71    |
| 22 DNF | GT     | 01  | Extreme Speed Motorsports       | Scott Sharp Johannes van Overbeek      | Ferrari 458 Italia GT2                  | M     | 70    |
| 22 DNF | GT     | 01  | Extreme Speed Motorsports       | Scott Sharp Johannes van Overbeek      | Ferrari 4.5 L V8                        | M     | 70    |
| 23 DNF | GTC    | 68  | TRG                             | Dion von Moltke Brendan Gaughan (en)   | Porsche 997 GT3 Cup                     | Y     | 70    |
| 23 DNF | GTC    | 68  | TRG                             | Dion von Moltke Brendan Gaughan (en)   | Porsche 4.0 L Flat-6                    | Y     | 70    |
| 24 DNF | GT     | 48  | Paul Miller Racing              | Bryce Miller Sascha Maassen            | Porsche 997 GT3-RSR                     | Y     | 68    |
| 24 DNF | GT     | 48  | Paul Miller Racing              | Bryce Miller Sascha Maassen            | Porsche 4.0 L Flat-6                    | Y     | 68    |
| 25 DNF | LMP2   | 33  | Level 5 Motorsports             | Scott Tucker Christophe Bouchut        | Lola B11/40                             | M     | 45    |
| 25 DNF | LMP2   | 33  | Level 5 Motorsports             | Scott Tucker Christophe Bouchut        | HPD HR28TT 2.8 L V6 Turbo               | M     | 45    |
| 26 DNF | GTC    | 66  | TRG                             | Duncan Ende (en) Spencer Pumpelly      | Porsche 997 GT3 Cup                     | Y     | 36    |
| 26 DNF | GTC    | 66  | TRG                             | Duncan Ende (en) Spencer Pumpelly      | Porsche 4.0 L Flat-6                    | Y     | 36    |
| 27 DNF | GT     | 45  | Flying Lizard Motorsports       | Jörg Bergmeister Patrick Long          | Porsche 997 GT3-RSR                     | M     | 31    |
| 27 DNF | GT     | 45  | Flying Lizard Motorsports       | Jörg Bergmeister Patrick Long          | Porsche 4.0 L Flat-6                    | M     | 31    |
| 28 DNF | GT     | 98  | JaguarRSR                       | P.J. Jones (en) Paul Gentilozzi        | Jaguar XKR GT                           | D     | 2     |
| 28 DNF | GT     | 98  | JaguarRSR                       | P.J. Jones (en) Paul Gentilozzi        | Jaguar 5.0 L V8                         | D     | 2     |
| 29 DNF | GTC    | 32  | GMG Racing                      | Bret Curtis James Sofronas             | Porsche 997 GT3 Cup                     | Y     | 2     |
| 29 DNF | GTC    | 32  | GMG Racing                      | Bret Curtis James Sofronas             | Porsche 4.0 L Flat-6                    | Y     | 2     |
| DNS    | LMP2   | 055 | Level 5 Motorsports             | Scott Tucker Luis Díaz                 | Lola B11/40                             | M     | -     |
| DNS    | LMP2   | 055 | Level 5 Motorsports             | Scott Tucker Luis Díaz                 | HPD HR28TT 2.8 L V6 Turbo               | M     | -     |
| DNS    | LMPC   | 18  | Performance Tech Motorsports    | Anthony Nicolosi Jarrett Boon          | Oreca FLM09                             | M     | -     |
| DNS    | LMPC   | 18  | Performance Tech Motorsports    | Anthony Nicolosi Jarrett Boon          | Chevrolet LS3 6.2 L V8                  | M     | -     |